# Konica Minolta Dimage
Konica Minolta Dimage beziehungsweise bis Ende 2003 nur Minolta Dimage ist eine von 1996 bis 2006 bestehende Modellreihe von kompakten Digitalkameras von (Konica) Minolta.
Das Zeitalter der digitalen Kompaktkameras begann für Minolta im Jahr 1996, als die Dimage V auf den Markt kam. Zukünftig stand der Name Dimage auch unter der späteren Firma Konica Minolta für unterschiedlichste Kameramodelle, wie die sehr kleinen und flachen Dimage-X-Modelle, die All-in-One-Kameras der Dimage-A-Serie und die Superzoom-Kameras der Dimage-Z-Serie. Nach der Fusion mit Konica wurde die Dimage-Reihe teilweise mit der Konica-Revio-Modellreihe zusammengelegt, was zeitweilig dazu führte, dass manche Modelle unter unterschiedlicher Bezeichnung von beiden Unternehmen angeboten wurden.

## Entwicklung derDimage-Reihe

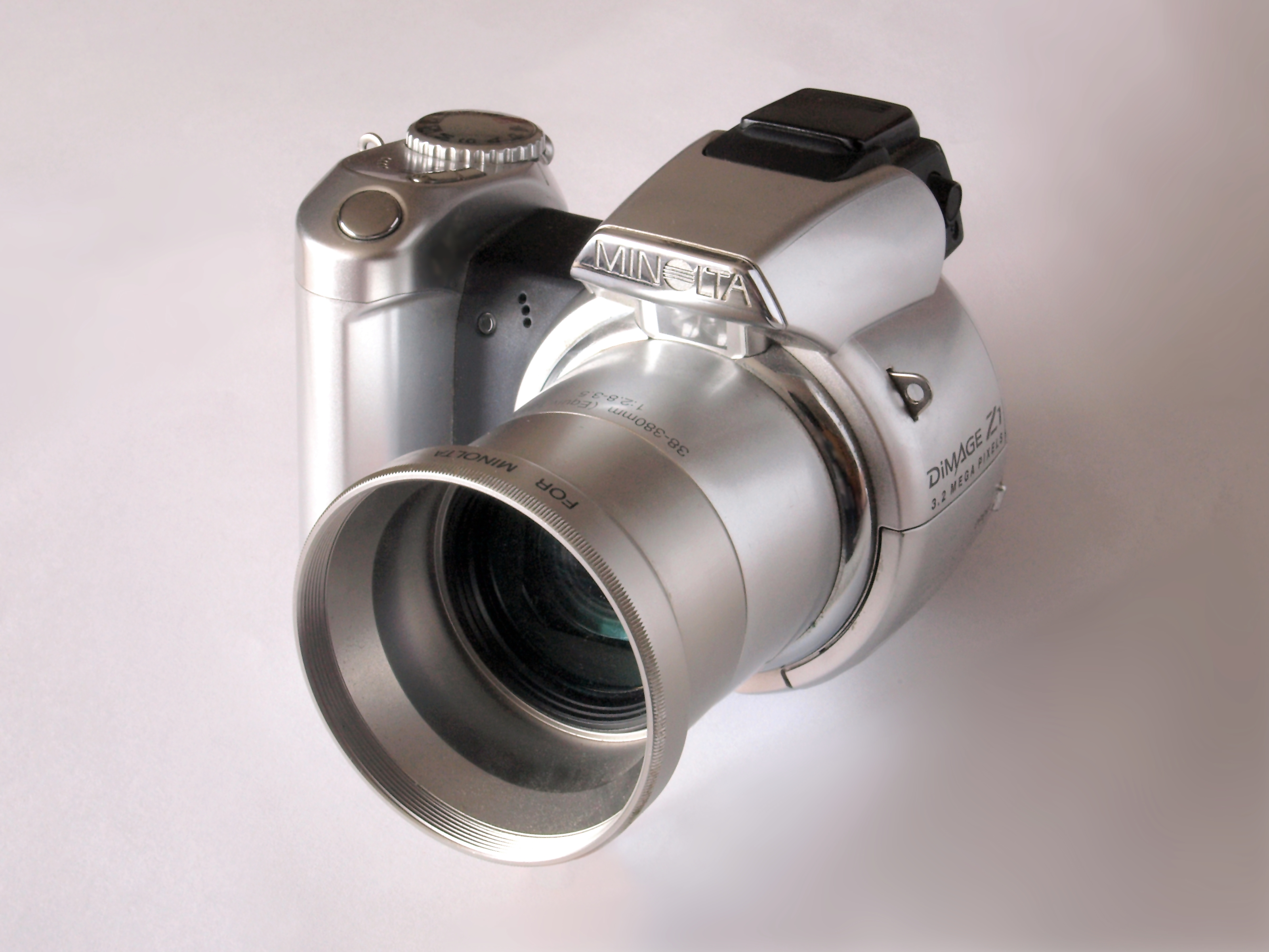
Minolta Dimage Z1

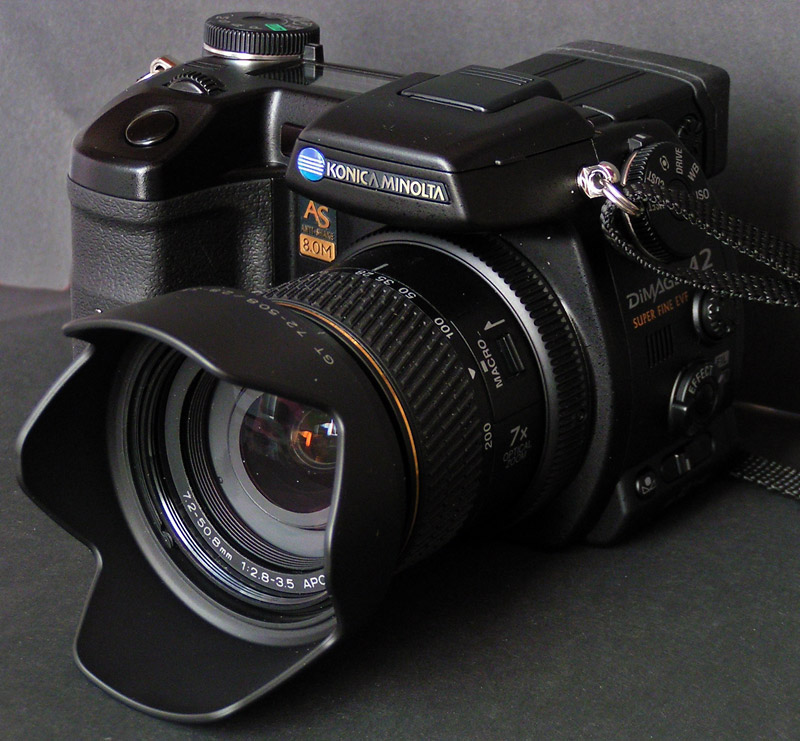
Konica Minolta Dimage A2

Minolta zählt zu den ersten Anbietern von Digitalkameras. Bereits auf der photokina 1986 wurde ein Still Video Back für die Minolta 9000AF vorgestellt. Es folgen die digitalen Spiegelreflexkameras RD-175 mit 1,75 Megapixeln und die Dimage RD-3000 mit 2,7 Megapixeln.
Die Dimage-Modellreihe für den Consumer-Bereich wurde 1996 am Markt eingeführt mit der Dimage V (wobei das V nicht für 5, sondern für VGA steht), einer einfachen Digitalkamera mit drehbarem Objektivtubus, einem abtrennbaren Objektiv und einer Auflösung von rund 300.000 Pixeln. Die Nachfolgemodelle Dimage EX 1500 Wide und Dimage EX 1500 Zoom verfügten sogar über einen vom Kameragehäuse entfernbaren Objektivtubus und eine Auflösung von bereits 1,35 Megapixeln.
Neben verschiedenen weiteren Kompaktkameras wurden 2001 die Dimage 5 und die Dimage 7 vorgestellt; sie verfügten über eine Auflösung von effektiv 3,14 bzw. 4,92 Megapixeln und einen Brennweitenbereich von 35–250 mm bzw. 28–200 mm (entsprechend Kleinbildformat). Diese Modelle begründeten eine bis heute fortgesetzte Linie von so genannten All-in-One-Kameras für den Prosumer-Bereich, deren Konzept verfolgt die Strategie, eine mit Spiegelreflexkameras vergleichbare Funktionsvielfalt zu bieten, dies jedoch mit einem kompakten und leichteren Gehäuse – allerdings ohne die Möglichkeit eines Objektivwechsels.
Nachfolgemodelle dieser Produktlinie waren die Dimage 7i und die Dimage 7Hi (beide 2002), die Dimage A1 (2003), die Dimage A2 (2004) sowie die Dimage A200. Die Auflösung wurde von fünf auf mittlerweile acht Megapixel erhöht, die bedeutendste Neuerung ist jedoch wohl das mit der Dimage A1 eingeführte Bildstabilisierungssystem Anti-Shake, das in der Praxis einen Gewinn von zwei bis drei Blendenstufen bringt und inzwischen auch in Modellen der Dimage-Z-, der Dimage-X- und den Spiegelreflexkameras der Dynax-Reihe zu finden ist. Für die Dimage A1 sowie für die Dimage A2 wurde mit dem BP-400 ein Hochformathandgriff angeboten. Dieser nimmt 2 Akkus auf und bietet eine erleichterte Bedienung für Hochkantaufnahmen.
Ab 2002 wurde mit der Dimage X eine weitere Unter-Produktlinie von ultrakompakten Digitalkameras als Reaktion auf Canons digitale IXUS-Serie eingeführt, die durch eine außergewöhnliche Objektivkonstruktion noch kompaktere Abmessungen ermöglichten als die Kameras der Canon-Ixus-Modellreihe. Auch diese Linie wurde mit weiteren Modellen gepflegt und ausgebaut.
Eine weitere Spezialität der Dimage-Modellreihe sind die Superzoom-Kameras, deren Produktlinie 2003 mit der Dimage Z1 begründet wurde; sie verfügen, je nach Modell über ein 8,10 oder 12-fach Superzoomobjektiv mit einem Brennweitenbereich von umgerechnet 38-290/380/420 mm (entspr. Kleinbild).

## Modelle
Kompaktkameras
- Minolta Dimage V (1996)

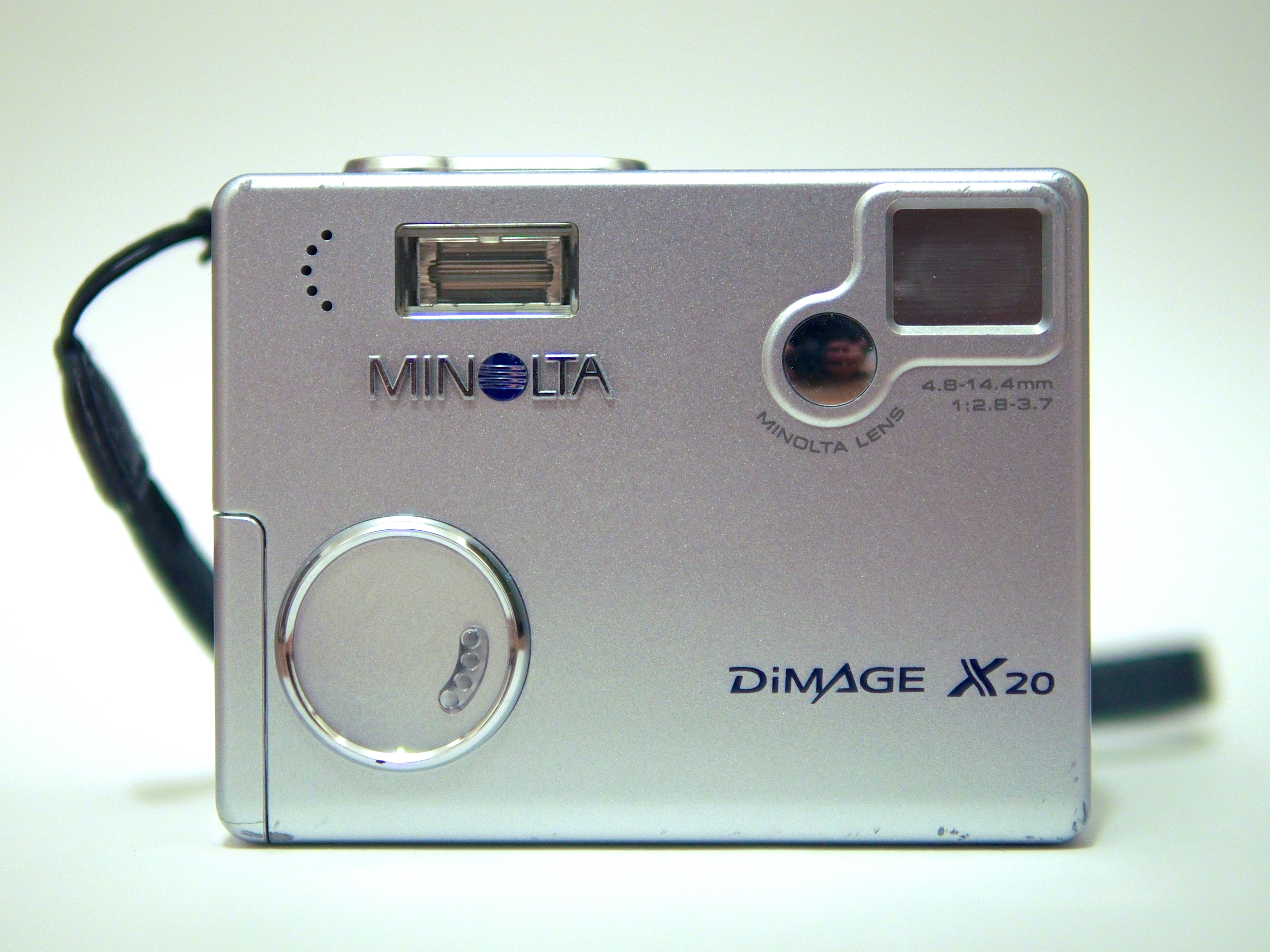
Eine Dimage X20 aus dem Jahre 2003

- Minolta Dimage EX 1500 Zoom (1998)
- Minolta Dimage EX 1500 Wide (1998)
- Minolta Dimage 2300 (2000)
- Minolta Dimage 2330 (2000)
- Minolta Dimage E201 (2001)
- Minolta Dimage S304 (2001)
- Minolta Dimage E203 (2001)
- Minolta Dimage S404 (2002)
- Minolta Dimage X (2002)
- Minolta Dimage F100 (2002)
- Minolta Dimage F200 (2002)
- Minolta Dimage Xi (2002)
- Minolta Dimage F300 (2003)
- Minolta Dimage Xt (2003)
- Minolta Dimage S414 (2003)
- Minolta Dimage X20 (2003)
- Minolta Dimage G500 (2003) baugleich mit Konica KD-510Z
- Minolta Dimage G400 (2003) baugleich mit Konica KD-420Z
- Minolta Dimage E323 (2003)
- Konica Minolta Dimage X21 (2004)
- Konica Minolta Dimage Xg (2004)
- Konica Minolta Dimage G600 (2004)
- Konica Minolta Dimage X31 (2004)
- Konica Minolta Dimage X50 (2004)
- Konica Minolta Dimage G530 (2004)
- Konica Minolta Dimage E40 (2005)
- Konica Minolta Dimage E50 (2005)
- Konica Minolta Dimage X60 (2005)
- Konica Minolta Dimage X1 (2005)

All-in-One-Kameras
- Minolta Dimage 5 (2001)
- Minolta Dimage 7 (2001)
- Minolta Dimage 7i (2002)
- Minolta Dimage 7Hi (2002)
- Minolta Dimage A1 (2003)
- Konica Minolta Dimage A2 (2004)
- Konica Minolta Dimage A200 (2004)

Superzoom-Kameras
- Minolta Dimage Z1 (2003)
- Konica Minolta Dimage Z2 (2004)
- Konica Minolta Dimage Z3 (2004)
- Konica Minolta Dimage Z10 (2004)
- Konica Minolta Dimage Z5 (2005)
- Konica Minolta Dimage Z6 (2005)
- Konica Minolta Dimage Z20 (2005)